# Oración (gramática)
La definición más tradicional, didáctica y breve, es que la  oración es el «conjunto de palabras que expresa un juicio con sentido y autonomía sintáctica».[cita requerida] Su fin es destacar el hecho de que la oración, práctica o pragmáticamente, es el fragmento más pequeño del discurso que comunica una idea completa y posee autonomía e independencia (es decir, podría sacarse del contexto y seguir comunicando).

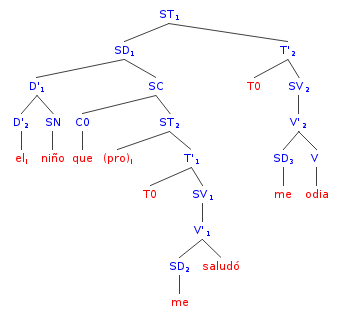
Árbol sintáctico, para una oración compuesta (el niño que me saludó me odia) en la que la oración subordinada es una oración de relativo.

Una definición más exacta es la de que se trata del constituyente sintáctico independiente más pequeño capaz de informar o expresar por medio de un idioma la realización de un enunciado, esto es, revelar con palabras el contenido de una proposición lógica, un mandato, una petición, una pregunta o acto ilocutivo o de habla que incluya algún tipo de predicado o desarrollo sintáctico estructurado de sentido completo, como por ejemplo en Ese profesor ha enseñado bien la gramática a sus alumnos.
La oración se efectúa en un contexto y situación determinados y, con frecuencia, con el apoyo de otros códigos de signos no lingüísticos concurrentes, como los gestos.
Según la fonología, las oraciones están delimitadas prosódicamente por pausas y una entonación determinada. La pausa inicial suele señalarse en la escritura con una mayúscula y, la final, con un punto o, más raramente, con coma o punto y coma. 
Se diferencia de las frases en su completitud descriptiva y en que poseen estructura compleja o analítica, ya que expresiones como ¡alto!, buenos días, sí, no y las llamadas proformas poseen un sentido completo, pero no pueden denominarse oraciones a causa de su estructura simplificada o sintética o de su carácter sustitutorio.
Por otra parte, se usan a veces también los términos cláusula, suboración, proposición (no en sentido lógico, sino gramatical) o nexus para designar un constituyente sintáctico semejante a la oración en su estructura, pero dependiente sintácticamente (las más de las veces a través de un nexo) de otra unidad oracional mayor en que se inserta o con la que se une o ayunta, respecto a la cual carece también de independencia semántica y fonológica, como en “Ella me dijo que ese profesor había enseñado bien la gramática a sus alumnos”, donde el nexo “que” une y subordina a la cláusula posterior (... ese profesor [...] alumnos) la anterior (“Ella me dijo...”) formando una unidad superior compuesta de ambas cláusulas (o proposiciones, suboraciones, nexus) denominada por esto oración compuesta. Esta falta de autonomía es la principal diferencia de la cláusula, suboración, proposición o nexus respecto de la oración, que es una unidad completa e independiente, ya que la cláusula necesita o reclama relacionarse con otras cláusulas dentro de la oración compuesta y principal.
Debe tenerse en cuenta que, técnicamente, términos como enunciado, proposición y oración no son completamente sinónimos, ya que el primero se refiere más a aspectos pragmáticos, el segundo más a lógicos y semánticos y solo el último a puramente gramaticales.

## Introducción

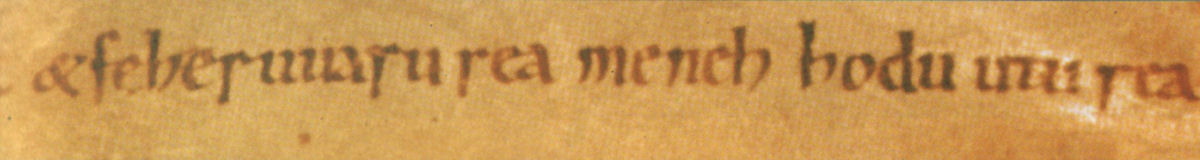
Copia digital de la primera oración húngara conocida. Manuscrito de 1055 de Tihany.

El concepto de «oración» es paradójicamente uno de los que más revisiones ha sufrido en los modelos gramaticales desde la aparición de la lingüística moderna y en particular la moderna teoría de la sintaxis. Tradicionalmente los gramáticos trataron la oración como una unión de «sujeto + predicado».
pero ese análisis semánticamente simplista ha sido abandonado en sintaxis moderna, entre otras cosas porque no aclara la estructura interna, no permite hacer generalizaciones interesantes y parece ignorar las evidencias que llevaron a la hipótesis de endocentricidad generalizada. Además el esquema “sujeto + predicado” no puede explicar oraciones interrogativas como:
(1) ¿Qué se ha comprado María esta tarde?
Porque en ella la estructura claramente es más complicada, y el sujeto está rodeado de constituyentes sintácticos que la gramática tradicional considera parte del predicado. Tampoco la relación entre una oración en voz activa y en voz pasiva queda capturada por una atribución convencional al sujeto y al predicado:
(2a) [Juan] [besó [a María]]
(2b) [María] [fue besada [(por Juan)]]
El análisis sujeto predicado simple no puede aclarar porqué en (2a) María es parte del predicado, pero en la oración (2b) que tienen el mismo contenido proposicional es el sujeto, sin recurrir a argumentos circulares.
Los primeros análisis sintácticos en términos de constituyentes inmediatos de Leonard Bloomfield trataron la oración como una construcción exocéntrica en la que ninguno de los dos constituyentes básicos en sintagma nominal sujeto y la frase verbal eran el núcleo principal de la misma, y ambos, digamos, constituían elementos jerárquicos del mismo nivel. En el modelo de Noam Chomsky de 1986 por el contrario el sujeto se trataba como el especificador de un sintagma de tiempo:
Este sintagma de tiempo sería una categoría funcional cuyo núcleo sería la inflexión de tiempo normalmente asociada a un verbo léxico conjugado a un [verbo auxiliar]. Además este análisis respalda la hipótesis de endocentricidad generalizada.
En cambio en el análisis del funcionalismo lingüístico no existe una definición formal de oración, sino que existen patrones recurrentes fonológicos, sintácticos y semánticos que permiten definir prototipos de oración, ver más abajo.

### Enfoque funcional de oración
En gramática tradicional, las categorías gramaticales eran vistas como unidades discretas. Esto implica dos cosas fundamentales: las categorías poseen límites precisos, o sea, un elemento pertenece a una categoría si posee las propiedades o características que definen a esta como tal, y, debido a esto mismo, los miembros de una categoría son equivalentes entre sí.
Sin embargo, el funcionalismo lingüístico entiende la oración como un continuum dentro del cual una serie de rasgos o propiedades, cuyo fin es identificar no la pertenencia sino la gradación, confluyen y tienden a coincidir según una determinada probabilidad. Esto provoca que dentro de una categoría existen miembros que pueden llegar a ser mejores ejemplos que otros a los cuales se les llama prototipos.
De esta manera, para establecer la definición de la oración, se propone una caracterización de su prototipo y no un conjunto de condiciones necesarias y suficientes para identificarla. Los principales aspectos que se toman en cuenta para definir el ámbito de la oración son los siguientes:
- Desde el punto de vista de la entonación, está delimitado por dos pausas (una al inicio y otra al final).
- Desde el punto de vista semántico, transmite un mensaje con sentido cabal para un determinado contexto, o sea, no precisa nada más para ser interpretada.
- Desde el punto de vista sintáctico, es autónoma. Esto significa que la oración no está incluida dentro de otra unidad gramatical. También es importante señalar que toda oración posee un verbo conjugado.

### Enfoque generativista de oración
El análisis de la estructura interna de las oraciones que ha hecho la escuela generativista ha ido variando con el tiempo desde las “reglas de reescritura sintagmática” en que la oración se analizaba como una construcción exocéntrica en la que se unen un sintagma nominal, que en esencia se comportaba como un sujeto, con un sintagma verbal, y sobre los que luego más tarde actuaban desplazamientos sintácticos, pasándose de una estructura profunda a una estructura superficial. A la hipótesis de “endocentricidad generalizada” que trataba en pie de igualdad las categorías funcionales y las léxicas. En este modelo se presupone que las oraciones en esencia se ajustan al esquema estructural:
```
  SC(complementador) [=O']
 /  \
SX  C'
   / \
  Cº ST(tiempo) [=O]
     / \
    SN  T'
       / \
      Tº  SV

```

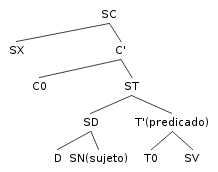
Esquema de una oración maximal, modelizada como sintagma de tiempo con la estructura ampliada para el complementador.

Donde SN sería en sintagma nominal sujeto, Cº la partícula que introduce una oración que podría no existir, SX sería un especificador del sintagma complementante (en las oraciones interrogativas paricales estará ocupado por el pronombre interrogativo y su complemento). Tº sería un verbo auxiliar o un verbo en forma finita (que aparece solo en algunas oraciones), SV el sintagma verbal que en la gramática tradicional se identificaba con el predicado. Cada uno de estos sintagmas constituyentes además podía tener su propia estructura interna.

### Cláusulas, oraciones, enunciados y proposiciones
Los términos oración, cláusula, enunciado y proposición son usados informalmente como sinónimos, aunque conviene usar cada término para un conjunto de aspectos diferentes. En principio, el término proposición se refiere al contenido lógico-semántico de una oración, aunque el término es usado de manera ligeramente diferente por diferentes autores. El término enunciado se refiere a una unidad pragmática, que frecuentemente coincide con el contenido oración sintáctica, pero no siempre. Los términos oración y cláusula se usan con un sentido eminentemente gramatical, siendo esencialmente sinónimos. Ocasionalmente cláusula es más usado para referirse a una oración que forma parte de una oración compuesta más grande. 
En algunas gramáticas se prefiere el término oración transpuesta dentro de una oración compleja, antes que hablar de oración principal o de oraciones subordinadas. Otras incluso prefieren hablar de oraciones subordinadas inyectadas o incrustadas, si bien estas no incluyen a las oraciones comparativas ni a las que establecen una relación de causa y consecuencia.

## Clasificación de las oraciones
En gramática tradicional es común clasificar las oraciones. Estas se pueden clasificar atendiendo a criterios sintácticos, semánticos y pragmáticos.

### Criterios sintácticos
La gramática tradicional trata las oraciones desde un punto de vista de componentes inmediatos y distingue en primer lugar entre oraciones simples y oraciones complejas o compuestas.
- Oraciones simples: Son aquellas en las que hay un solo verbo núcleo del predicado: "A Carlos le gusta el fútbol".
- Oraciones compuestas: Son aquellas en las que hay más de un verbo núcleo de predicado, por lo que dos o más oraciones forman una más grande; por ejemplo: A Carlos le gusta el fútbol, pero a María solo le gusta el tenis. Se distinguen tres clases:
  - Oraciones coordinadas: Son aquellas que son intercambiables de posición sin que el significado global se altere en lo más mínimo: "María plancha y Pedro barre" = "Pedro barre y María plancha"; "María plancha, pero Pedro barre" = "Pedro barre, pero María plancha"; "¿Vienes o te quedas? = ¿Te quedas o vienes?". 
    - Oraciones compuestas coordinadas copulativas (que no deben ser confundidas con las oraciones simples copulativas o atributivas): Son aquellas que suman sus significados para formar uno mayor: "El día era soleado y no había nubes apenas".
    - Oraciones compuestas coordinadas adversativas: Son aquellas que van precedidas por una conjunción adversativa (pero, sino, aunque, no obstante, mas, sino que). Contradicen el significado de la oración a la que se unen por la susodicha conjunción. (Ej.: "Llueve, pero no me mojo").
    - Oraciones compuestas coordinadas disyuntivas: Son aquellas que van precedidas por una conjunción disyuntiva (o, u). Expresan alternativas u opciones: "¿Vienes o te quedas?"; "Iré al cine o me quedaré en casa".

  - Oraciones yuxtapuestas: Son aquellas que no se unen por nexo alguno, sino por algún signo de puntuación: "Era muy tarde. Nos fuimos".
  - Oraciones subordinadas: Son aquellas que forman parte de otra principal y desempeñan en ella la función que realiza otra palabra, ya sea de sustantivo (subordinadas sustantivas), adjetivo (subordinadas adjetivas) o adverbio (subordinadas adverbiales).

Tradicionalmente estas oraciones se han denominado subordinadas y principal a la oración de la que forma parte. Las oraciones subordinadas carecen, por sí solas, de significación y se ligan a las principales mediante conjunciones subordinantes.
Este enfoque difiere grandemente de los enfoques más formales, y en cierto modo más aplicables a la generalidad de lenguas del mundo. En estos enfoques lo más importante no es la cualidad de los elementos de unión en las oraciones compuestas, sino el tipo de estructura jerárquica que se da entre las diversas partes de dicha oración.

#### Según la divisibilidad
Dentro del enfoque funcionalista las oraciones se clasifican en:

##### Oraciones unimembres
Se llaman a veces también predicados directos y no se pueden dividir en sujeto-predicado, sino que tienen su propia categorización según el tipo de información que comunican. Las interjecciones, las exclamaciones, los vocativos, las respuestas a preguntas o los imperativos desnudos son oraciones unimembres por ejemplo. En cambio en el análisis generativista este tipo de actos de habla no se considera que tengan estructura sintáctica.

##### Oraciones bimembres
Son aquellas que poseen dos miembros (o constituyentes sintácticos) y por lo tanto, pueden ser analizadas estructuralmente según sus partes. Se reconocen dos grandes grupos:
- Oraciones bimembres averbales: no poseen verbos conjugados —los verboides, o «tiempos no personales del verbo» (gerundio, participio e infinitivo) no son parte del paradigma de conjugación— y se componen de dos partes: el soporte y el aporte. Desde un punto de vista generativo son oraciones que no tienen estructura de sintagma de tiempo. Algunos ejemplos:

- «Robin Williams, premiado por la Academia».
- «Flor Violeta, la más hermosa del mundo».
- «La selección de fútbol, muy cerca del triunfo».
- «En peligro víctimas de choque».

- Oraciones bimembres verbales: en cierto modo este es el prototipo de oración, con un verbo flexionado según el tiempo. Tradicionalmente se consideran formadas por un sujeto y un predicado; o según el análisis generativo son un sintagma de tiempo con el sujeto ocupando la posición de especificador del mismo y el verbo flexionado la posición de núcleo oracional.

#### Oraciones según la forma del sujeto
Según el tipo de sintagma nominal que hace de sujeto las oraciones se pueden clasificar en:
- Oraciones personales explícitas: En las que existe un sintagma nominal fonéticamente realizado que es sujeto de la oración.
- Oraciones personales implícitas o elípticas: En la que no aparece ningún sujeto explícitamente, y se analizan comúnmente como casos de sujeto elíptico.
- Oraciones impersonales: En las que no existe sujeto explícito ni implícito. Normalmente se refiere a oraciones que expresan situaciones atmosféricas (llueve, hace frío, ...), existenciales (hay comida), para las que no existe un referente que pudiera ser interpretado como sujeto semántico de la oración. Y las impersonales (pseudo)reflejas del tipo aquí se vive bien tiene sujeto...

#### Oraciones según la complejidad del predicado
Según la forma del sintagma verbal o en particular el número de verbos flexionados las oraciones se pueden clasificar en simples o compuestas: 
- Oraciones simples: tradicionalmente analizadas como formadas por un único predicado. Desde el punto de vista generativa contienen un único núcleo de inflexión o de tiempo.
- Oraciones compuestas: en las que existe más de un verbo conjugado, y en las que por tanto alguno de los constituyentes sintácticos, es una oración subordinada o sintagma temporal que a su vez es parte del sintagma temporal mayor que constituye la oración compuesta completa.

Una oración subordinada (o secundaria) es una oración que depende de la proposición principal. Es decir, la oración subordinada es una oración que es a su vez un constituyente sintáctico de otro sintagma que no es oración. Y, por tanto, la oración subordinada no tiene una autonomía sintáctica (si es considerada sola) y es “subordinada” por otra, siendo locuciones adverbiales o conjunciones. La oración subordinada puede ser explícita (verbo conjugado en un modo definido) o implícita (el verbo está conjugado en un modo indefinido). Algunas oraciones también pueden tener dos o más conjunciones, sean disyuntivas, copulativas, etc.

#### Coordinación o parataxis
Las oraciones coordinadas tienen relación de igualdad jerárquica, es decir, están en el mismo del árbol sintáctico. Se puede decir que son dos oraciones que se han unido en condición de igualdad, manteniendo su estatus la una respecto de la otra. Las oraciones formadas por dos o más oraciones simples coordinadas se conocen como oraciones compuestas por coordinación (especificando además el tipo de esta coordinación, que viene marcado por el nexo, pudiendo ser de todos los tipos que se muestra en los ejemplos. El nexo de este tipo de coordinación se conoce como conjunción.
Algunos ejemplos de oraciones compuestas formadas por coordinación:
- Oración coordinada copulativa: Juan fue al mercado y Elena se marchó a trabajar.
- Oración coordinada disyuntiva: Paola irá de vacaciones a Roma o bien visitará a su familia.
- Oración coordinada adversativa: Afortunadamente, nuestro tío no vino, sino que volvió.
- Oración coordinada distributiva: Ya descansa en la cama, ya descansa en el sofá.
- Oración coordinada explicativa: El rector siempre tiene razón, es decir, siempre me convence.

#### Subordinación o hipotaxis
Las oraciones subordinadas establecen una relación de dependencia respecto de otra oración, es decir, jerárquicamente están dominadas por otra oración llamada oración principal. Las oraciones formadas por una oración principal y una o más oraciones subordinadas se conocen como oraciones complejas u oraciones compuestas por subordinación (especificando además el tipo de esta, que viene también marcado por el nexo), pudiendo ser de todos los tipos que se muestra en los ejemplos:
- Oración principal, tipo de oración de la que depende una oración subordinada, del tipo que sea. Estas proposiciones si se encontraran sin nexos serían oraciones autónomas y completas. Ejemplo:
Trajo todas las referencias para completar el artículo en cuanto hubo terminado el texto principal.
- Oración subordinada sustantiva, tipo de oración subordinada por una conjunción subordinante y con las funciones propias del sustantivo respecto de la oración principal (sujeto, objeto...):
Que participe el público es importante. (En este ejemplo, la oración subordinada ejerce de sujeto dentro de una oración atributiva o copulativa).
El bibliotecario no permite que los vándalos editen ese artículo. (En este otro, la oración subordinada ejerce de objeto directo).
- Oración subordinada adjetiva o de relativo, tipo de oración introducida por un pronombre relativo. Esta oración tiene siempre un antecedente, que puede ser expreso o no, del que depende.
Ramón, que es americano, ha viajado mucho. (Oración subordinada adjetiva explicativa).
Los editores que revisan los artículos no tienen miles de ojos. (Oración subordinada adjetiva especificativa).
- Oración subordinada adverbial, tipo de oración subordinada introducida por un adverbio o nexo adverbial: 
Hizo todas sus oraciones donde tú le indicaste. (Oración subordinada adverbial local [o de lugar]).
El experto no duda en opinar cuando se le pide. (Oración subordinada adverbial temporal [o de tiempo]).
Hago las cosas como mejor sé. (Oración subordinada adverbial modal [o de modo]).
No tengo que revisarlo si ya lo ha hecho otro. (Oración subordinada adverbial condicional).

### Criterios pragmáticos: Oraciones según la fuerza ilocutiva

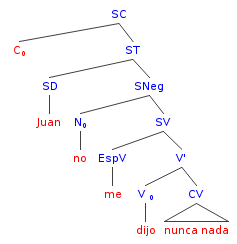
Análisis sintáctico de una oración declarativa negativa Juan no me dijo nunca nada con el núcleo de negación ocupado por no.

Según la fuerza ilocutiva o posibilidad de asignarles un valor de verdad:
- Enunciativas o declarativas, a las que en general puede dárseles de un valor de verdad y que a su vez se dividen —según contengan elementos de negación o no— en afirmativas y negativas.
- Exhortativas o imperativas, que en general no tienen un valor de verdad asignable ya que no reflejan un estado de hechos. Las oraciones exhortativas también se conocen como oraciones imperativas. Este tipo de oraciones expresan un consejo, ruego, mandato o prohibición. Los indicadores de la modalidad en este tipo de oraciones es el uso de las formas verbales en imperativo y en subjuntivo. Un ejemplo de esta oración es: ¡Escuchad esta noticia!.
- Exclamativas, tampoco tienen un valor de verdad y tienen una finalidad expresiva, y en lenguas indoeuropeas frecuentemente son introducidas por un complementador. El hablante suele expresar sus sentimientos de alegría, dolor, admiración, sorpresa, etc., es decir, expresa afectividad, manifiestan una emoción. El indicador de modalidad que interviene en estos tipos de oraciones es la entonación. Esta nos ayuda a distinguir la oración exclamativa del resto de oraciones. Siempre va con signos de exclamación, por ejemplo: ¡Qué bonito día hizo ayer!.
- Interrogativas, las oraciones interrogativas no tienen valor de verdad sino que sirven para pedir información. En las lenguas indoeuropeas es frecuente que empiecen con un interrogativo de tipo pronominal dislocado al principio de la frase e inviertan el orden del sujeto y el verbo (¿Qué está diciendo ese hombre en voz alta?). Algunas oraciones interrogativas (de respuesta sí/no) no tienen palabra interrogativa al principio pero sí tienen inversión (¿Ya sabe Pedro lo que ha pasado?). Para verlo se explicitan los diagramas sintácticos propuestos para las oraciones (a) y (b):
(a) Juan devolvió el libro
(b) ¿Devolvió Juan el libro?

- Dubitativas, estas oraciones expresan una suposición o probabilidad. Los indicadores de modalidad de estas oraciones son el uso de los verbos en futuro de indicativo o en condicional. Un ejemplo de este tipo de oraciones: Sería una chica muy tranquila.
- Optativa o desiderativa: Las oraciones optativas también se pueden llamar desiderativas. Expresan un deseo y a veces se pueden pronunciar en forma exclamativa. Los indicadores de la modalidad que podemos identificar en este tipo de oraciones es el uso de los tiempos verbales en subjuntivo. También es habitual utilizar la interjección “Ojalá” como otro indicador de la modalidad. Un ejemplo de oración optativa es: ¡Ojalá eso que me han contado no sea verdad!.

### Oraciones según el tipo de verbo (morfología, semántica)
Según lo dicho (Qué es lo dicho), o también el tipo de verbo (más concretamente su semántica o bien su morfología):
- Oración copulativa (o atributiva), si el predicado es nominal. Estos constan de un verbo que hace de cópula entre el sujeto y el atributo.
- Oración predicativa, con predicado verbal, es decir, con un verbo que no es copulativo. Los predicados verbales pueden, a su vez, dividirse en:
  - Transitivas o intransitivas, dependiendo de si llevan complemento directo o no, respectivamente.
  - Reflexivas, si es el sujeto quien realiza y recibe la acción del verbo.
  - Recíprocas, en las que los sujetos se intercambian la acción.
  - Personales o impersonales: las personales poseen sujeto. Las impersonales, no. El verbo en las impersonales se encuentra en tercera persona del singular. Hay tres grupos de oraciones impersonales:
    - Con verbos meteorológicos (“llover”, “granizar”).
    - Con verbos como “haber”, “hacer”, “ser”, “sobrar con”, “bastar con”...
    - Con “se”, que es una marca de impersonalidad. No confundir con el pronombre personal de tercera persona.

¡Atención! No confundir las oraciones impersonales con las formas no personales de un verbo (infinitivo, gerundio y participio)
  - Activas o pasivas (en las lenguas ergativas no existe generalmente voz pasiva sino la llamada antipasiva). Por otra parte, en español hay dos tipos de pasivas:
    - Pasivas propiamente dichas: que cuentan con un sujeto paciente y el verbo (el núcleo del predicado) está en voz pasiva. Pueden tener opcionalmente un complemento agente, aunque este puede no aparecer. Ejemplo de oración pasiva: Los alumnos fueron recibidos amablemente por sus profesores que tiene sujeto paciente (los alumnos) que recibe la acción indicada por el verbo (recibir) y un complemento circunstancial agente (por sus profesores) que corresponde a quien o quienes realizan la acción del verbo en pasiva.
    - Pasivas reflejas, pasivas con morfema de pasividad o pasivas perifrásticas SE: Estas oraciones se caracterizan por tener un sujeto inanimado paciente, carecen de complemento agente, el verbo (núcleo del predicado) tiene una forma propia de la voz activa. Necesariamente usan el morfema se como marca de pasiva refleja y además el verbo está en tercera persona. Ejemplo: Se entregaron los resultados oportunamente. En esta oración, apreciamos por el método de la concordancia que el sujeto oracional corresponde al sintagma los resultados. Este es de carácter paciente, ya que recibe la acción indicada por el verbo en voz activa(entregar) y observamos la presencia del morfema se. No hay C. C.

Conviene tener presente que:
- En algunas lenguas los verbos transitivos y los intransitivos tienen marcas morfológicas explícitas y, por tanto, en esas lenguas la transitividad puede ser una categoría expresada morfológicamente.
- Muchas lenguas carecen propiamente de verbo copulativo por lo que en ellas, las oraciones copulativas de las lenguas europeas se traducen por un sujeto yuxtapuesto a su atributo (generalmente otro nombre) sin verbo copulativo de por medio. Por esa razón desde una perspectiva translingüística sería más adecuado hablar de predicación nominal, más que de oraciones copulativas.
- En muchas lenguas pueden existir voces gramaticales diferentes de la activa y la pasiva, siendo las más frecuentes la antipasiva, la causativa o la aplicativa.

## Abreviaturas
| Abreviatura | Significado                                         |
| ----------- | --------------------------------------------------- |
| SN          | sintagma nominal                                    |
| SD          | sintagma determinante                               |
| SV          | sintagma verbal                                     |
| ST          | sintagma de tiempo                                  |
| SNeg        | sintagma de negación                                |
| N           | - núcleo sintáctico - nombre - adjetivo - pronombre |
| V           | verbo                                               |
| P           | preposición                                         |
| C           | complemento sintáctico                              |
| CD          | complemento directo                                 |
| CI          | complemento indirecto                               |
| CP          | construcción preposicional                          |
| D           | determinante                                        |